# Goffredo di Mâcon
Goffredo di Mâcon, Geoffroy in francese, Jofré in catalano e Godefridus in latino (1020 circa – 1065), fu Conte di Mâcon dal 1041 fino alla sua morte.

## Origine
Goffredo, sia secondo le Lettre touchant Béatrix comtesse de Chalon, che secondo il Recueil des chartes de l'abbaye de Cluny. Tome 3, era figlio del conte di Mâcon, Ottone II e della moglie, Elisabetta di Vergy, figlia di Enrico di Vergy, come da documento nº 2776 del Recueil des chartes de l'abbaye de Cluny. Tome 3.
Ottone II di Mâcon, secondo la Chronique de l'abbaye de Saint-Bénigne de Dijon, era figlio dell'erede della contea di Borgogna e della contea di Mâcon, futuro conte di Mâcon, Guido I e della moglie, di cui non si conosce il nome, ma secondo diversi storici era una discendente di Alberico II di Mâcon; sia secondo la Histoire de Mâcon du IXème au XIIIème, che secondo LES COMTES DE MACON, era figlia di Beatrice, sorellastra di Guido.

## Biografia
La prima citazione di Goffredo (filii mei Gaufredi) si ha nel documento nº 2712 del Recueil des chartes de l'abbaye de Cluny. Tome 3, datato circa 1020, inerente a una donazione del padre, Ottone (Otto comes Maticensis), con l'approvazione della madre, Elisabetta (Elisabeth uxoris eius).
Alla morte del bisnonno, il conte di Borgogna, Ottone Guglielmo, reggente della contea di Mâcon, suo padre, Ottone, nel 1026, divenne conte di Mâcon (post hunc, Otto comes fuit), come conferma il Cartulaire de Saint-Vincent de Mâcon. Anche il documento nº 133 delle Lettre touchant Béatrix comtesse de Chalon riporta che in quel periodo, suo padre, Ottone II (Otho comes Matiscensis), citando anche Goffredo (filii mei Gaufredi) fece una donazione, a suffragio delle anime del padre, Guido del nonno, Ottone Guglielmo e della moglie (patris mei Guidonis, necnon avi mei Othonis cognomento Wilelmi, et uxoris meæ).
Secondo il documento nº 2852 del Recueil des chartes de l'abbaye de Cluny. Tome 4, Goffredo (Gausfredi filius eius), assieme al padre, Ottone II (Oddo comes) fece una donazione all'abbazia di Cluny, datata agosto 1031. Ancora secondo il documento nº 2979 del Recueil des chartes de l'abbaye de Cluny. Tome 4, Goffredo (Gaufredus filius meus), assieme al padre, Ottone II (Otto comes Matisconensis) fece una donazione all'abbazia di Cluny, datata agosto 1040 circa.
Non si conosce l'anno esatto della morte di Ottone, che avvenne dopo il 1040.
Goffredo succedette a Ottone II (post hunc, Gaufridus).
Dopo essere succeduto al padre, Goffredo (Joffredus comes), secondo il documento n° CCCCLIV del Cartulaire de Saint-Vincent de Mâcon, per espiare i propri peccati fece una donazione alla chiesa di Saint-Vincent di Mâcon.
Goffredo morì nel 1065. Gli succedette il figlio, Guido (post Gaufridum, Guido).

## Matrimonio e discendenza
Goffredo aveva sposato, prima del 1040, Beatrice, che secondo il documento nº 3577 del Recueil des chartes de l'abbaye de Cluny. Tome 4 era sorella di Guido Capels ed era sposata, in seconde nozze col conte di Mâcon, Goffredo.
Goffredo da Beatrice ebbe un figlio:
- Guido[2] (1040-1109), Conte di Mâcon[8].

### Fonti primarie
- (LA)  Cartulaire de Saint-Vincent de Mâcon, connu sous le nom de "Livre enchaîné".
- (LA)  Recueil des chartes de l'abbaye de Cluny. Tome 3.
- (LA)  Recueil des chartes de l'abbaye de Cluny. Tome 4.
- (LA)  Chronique de l'abbaye de Saint-Bénigne de Dijon.
- (LA)  (FR)  Lettre touchant Béatrix comtesse de Chalon.

### Letteratura storiografica
- (FR)  Histoire de Mâcon du IXème au XIIIème.